# Gashim Magomedov
Gashim Magomedov, est un taekwondoïste azéri né le 22 septembre 1999 à Makhatchkala en Russie. Il est médaillé d'argent aux Jeux olympiques d'été de 2024.

## Carrière
Gashim Magomedov est originaire du village de Teletl, dans le district de Shamilsky au Daghestan.
En 2015, il quitte la Russie pour s'installer en Azerbaïdjan.
En décembre 2016, Magomedov remporte la médaille d'argent des championnats du monde junior. En janvier 2017, il devient champion d'Azerbaïdjan. Au mois de mai de la même année, il remporte la médaille d'argent des Jeux de la solidarité islamique.
En août 2022, il remporte la médaille de bronze aux Jeux de la solidarité islamique de 2021, reportés en raison de la pandémie de Covid-19.
En juin 2023, Magomedov remporte la médaille de bronze aux Jeux européens de 2023. 
En octobre 2023, il remporte la médaille de bronze à l'Open de Doha. Un mois plus tard, il remporte la médaille d'or à la Coupe des Balkans. En décembre 2023, il remporte le tournoi du Grand Slam de Wuxi, et se qualifie par la même occasion pour les Jeux olympiques de 2024.
Aux Championnats d'Europe de taekwondo en mai 2024, Magomedov décroche la médaille de bronze.
Aux Jeux olympiques de 2024, il bat respectivement Jack Woolley, puis Adrián Vicente, et en demi-finales, il remporte son combat face au champion olympique en titre Vito Dell'Aquila. En finale, il se blesse en début de combat et est défait par Park Tae-joon et remporte la médaille d'argent.